# Klixbüll
Klixbüll (północnofryz. Klexbel, duń. Klægsbøl) – gmina w Niemczech w kraju związkowym Szlezwik-Holsztyn, w powiecie Nordfriesland, wchodzi w skład Związku Gmin Südtondern.